# Aradu
Aradu (en georgiano: არადუ; en abjasio: Араду) es un pueblo que pertenece a la parcialmente reconocida República de Abjasia, dentro del distrito de Ochamchira, aunque de iure es parte del municipio de Ochamchire de la República Autónoma de Abjasia de Georgia.

## Geografía
Aradu se encuentra entre los ríos Mokvi y Tsjenis-Tskali y está a 5 km al norte de Ochamchire. Limita con Mokvi y Kochara en el norte; con Merkula al este; Tamishi y Labra en el oeste. La aldea de Tsaguera está bajo la administración del pueblo. 

## Historia
Ya en el siglo XIX, el territorio de Aradu era parte del pueblo de Mokvi, parte de la región histórica de Abzhua. Cuando Abjasia se convirtió en parte de la Unión Soviética, Aradu se independizó y se formó el propio selsovet. En los tiempos de Stalin, la mayoría de la población georgiana llegó a Aradu (principalmente proveniente de Lejumi), que se añadieron a los mingrelianos ya residentes desde principios del siglo XX. En estos tiempos, la economía del pueblo se centró en la agricultura y especialmente en el cultivo del té. 
Durante la guerra de Abjasia en 1992-1993, Aradu estuvo controlada por tropas del gobierno georgiano pero cuando Georgia perdió la guerra, la mayoría de las poblaciones georgiana y mingreliana huyeron de Abjasia. El ejército abjasio marchó por el pueblo y arrasó todo Tsageri (aldea donde residía la mayoría de georgianos), las granjas locales y las viviendas que pertenecía a georgianos étnicos (parte de lo que se conoce como limpieza étnica de georgianos en Abjasia).
Varios años después de la guerra, Aradu comenzó a revivir y se reconstruyó la infraestructura. Por ejemplo, la carretera que va de Aradu a Tjina fue reparada en 2013. La fruticultura y, desde 2016, la producción industrial de mermeladas se ha desarrollado, ya que aquí se ha construido una nueva fábrica para el procesamiento de esta fruta. A principios de marzo de 2020, Aradu y las aldeas circundantes fueron escenario de incendios a gran escala provocados por la quema indisciplinada de hierba muerta por parte de los agricultores locales.

## Demografía
La evolución demográfica de Aradu entre 1959 y 2011 fue la siguiente:
| 3274                                                | 2959 | 253 |
| (Fuente: Population of Abkhazia since Soviet times) |      |     |

La población ha disminuido más del 90% (la población que se fue era en su mayoría georgiana) tras la guerra de Abjasia. Sin embargo, antes de la caída de la URSS, la mayoría de la población era georgiana comparado con cómo es hoy en día, con una inmensa mayoría de abjasios étnicos. 
|              | 2011      | 2011       |
| Grupo étnico | Población | Porcentaje |
| ------------ | --------- | ---------- |
| Georgianos   | 7         | 2,8%       |
| Abjasios     | 239       | 94,5%      |
| Rusos        | 4         | 1,6%       |
| Ucranianos   | 1         | 0,4%       |
| Total        | 253       | 100%       |

## Infraestructura

### Transporte
La carretera que conecta Sujumi con Georgia pasa por el sur del pueblo.